# Сингапур на летних Олимпийских играх 2000
Сингапур принимал участие в Летних Олимпийских играх 2000 года в Сиднее (Австралия) в двенадцатый раз за свою историю, но не завоевал ни одной медали. 

## Состав Олимпийской сборной Сингапура

### Плавание
Спортсменов — 6
В следующий раунд на каждой дистанции проходили лучшие спортсмены по времени, независимо от места занятого в своём заплыве.
Мужчины
| Спортсмен           | Соревнование        | Предварительные заплывы | Предварительные заплывы | Полуфиналы | Полуфиналы | Финал     | Финал     |
| Спортсмен           | Соревнование        | Результат               | Место                   | Результат  | Место      | Результат | Место     |
| ------------------- | ------------------- | ----------------------- | ----------------------- | ---------- | ---------- | --------- | --------- |
| Марк Чай Чжунгчжунь | 200 м вольный стиль | 1:52,22                 | 23                      | Не прошёл  | Не прошёл  | Не прошёл | Не прошёл |
| Сунь (Снг) Цзюйвэй  | 400 м вольный стиль | 4:01,34                 | 37                      |            |            | Не прошёл | Не прошёл |
| Гари Тань           | 100 м на спине      | 58,69                   | 45                      | Не прошёл  | Не прошёл  | Не прошёл | Не прошёл |
| Дэниэл Лю Яосян     | 100 м брасс         | 1:06,41                 | 57                      | Не прошёл  | Не прошёл  | Не прошёл | Не прошёл |

Женщины
| Спортсменка            | Соревнование         | Предварительные заплывы | Предварительные заплывы | Полуфиналы | Полуфиналы | Финал     | Финал     |
| Спортсменка            | Соревнование         | Результат               | Место                   | Результат  | Место      | Результат | Место     |
| ---------------------- | -------------------- | ----------------------- | ----------------------- | ---------- | ---------- | --------- | --------- |
| Кристель Буврон        | 400 м вольным стилем | 4:25,16                 | 36                      |            |            | Не прошла | Не прошла |
| Джоселин Ян (Ё) Вэйлин | 100 м баттерфляем    | 1:01,28                 | 26                      | Не прошла  | Не прошла  | Не прошла | Не прошла |
| Джоселин Ян (Ё) Вэйлин | 100 м брасс          | 1:13,25                 | 28                      | Не прошла  | Не прошла  | Не прошла | Не прошла |

### Стрельба
Спортсменов — 1
После квалификации лучшие спортсмены по очкам проходили в финал, где продолжали с очками, набранными в квалификации. В некоторых дисциплинах квалификация не проводилась. Там спортсмены выявляли сильнейшего в один раунд.
Женщины
| Спортсмен | Соревнование   | Квалификация | Место | Финал     | Место     | Всего | Место |
| --------- | -------------- | ------------ | ----- | --------- | --------- | ----- | ----- |
| Ширли Нг  | Пистолет, 10 м | 359          | 44    | Не прошла | Не прошла | 359   | 44    |